# Bancorex
Bancorex – rumuński bank, był największym bankiem w Rumunii w latach 90. XX wieku, posiadając udziały w jednej czwartej rynku bankowego w kraju. Zamknięty w 1999 r. z powodu niewypłacalności spowodowanej przez korupcję polityczną. Bank został wykupiony przez rumuński rząd, a jego aktywa zostały włączone do Banca Comercială Română.

## Historia
Został założony w 1968 r. jako Rumuński Bank Handlu Zagranicznego (Banca Română de Comerț Exterior), przez dziesięciolecia był bankiem, za pośrednictwem którego prowadzono znaczna część rumuńskiego handlu zagranicznego.

### Upadek
Pod koniec 1997 r. Bancorex otrzymał 600 mln dolarów dokapitalizowania od rządu Rumunii, co stanowiło wówczas 2% PKB kraju. W kwietniu 1998 r. nastąpiła zmiana kierownictwa banku, jednakże bez restrukturyzacji. Sytuacja spółki ulegała dalszemu pogorszeniu, pod koniec 1998 rząd zaczął rozważać prywatyzację banku.
W lutym 1999 roku szacowano zagrożenie dla spłaty 85–90% portfela pożyczek (1,7 mld dolarów, co stanowiło 5% PKB Rumunii), w większości w walucie obcej. Dalsze dokapitalizowanie banku wymagałoby nakładów ok. 2 mld dolarów, których rząd nie był w stanie przeznaczyć.
W kwietniu 1999 r. deponenci masowo zaczęli wycofywać oszczędności z banku. W celu zapobieżenia panice bankowej, zdecydowano o przeniesieniu złych aktywów do utworzonej w tym celu Agencji ds. Odzysku Aktywów. Struktura Bancorexu oraz depozyty zostały przeniesione do innego banku kontrolowanego przez państwo – Banca Comercială Română. 31 lipca 1999 roku Bancorexowi została cofnięta licencja bankowa. 2 sierpnia 1999 Banca Comercială Română otrzymał prawo odmowy przyjęcia aktywów Bancorexu, a przeniesione do niego zobowiązania zostały zrekompensowane przez rząd.